# Cantonul Darnétal
Cantonul Darnétal este un canton din arondismentul Rouen, departamentul Seine-Maritime, regiunea Haute-Normandie, Franța.

## Comune
| Comune                     | Populație (1999) | Cod poștal | Cod INSEE |
| -------------------------- | ---------------- | ---------- | --------- |
| Auzouville-sur-Ry          | 577              | 76116      | 76046     |
| Bois-d'Ennebourg           | 511              | 76160      | 76106     |
| Bois-l'Évêque              | 368              | 76160      | 76111     |
| Darnétal                   | 9 225            | 76160      | 76212     |
| Elbeuf-sur-Andelle         | 284              | 76780      | 76230     |
| Fontaine-sous-Préaux       | 464              | 76160      | 76273     |
| Grainville-sur-Ry          | 479              | 76116      | 76316     |
| Le Héron                   | 231              | 76780      | 76358     |
| Martainville-Épreville     | 611              | 76116      | 76412     |
| Préaux                     | 1 641            | 76160      | 76509     |
| Roncherolles-sur-le-Vivier | 1 092            | 76160      | 76536     |
| Ry                         | 605              | 76116      | 76548     |
| Saint-Aubin-Épinay         | 949              | 76160      | 76560     |
| Saint-Denis-le-Thiboult    | 490              | 76116      | 76573     |
| Saint-Jacques-sur-Darnétal | 2 492            | 76160      | 76591     |
| Saint-Léger-du-Bourg-Denis | 3 124            | 76160      | 76599     |
| Saint-Martin-du-Vivier     | 1 484            | 76160      | 76617     |
| Servaville-Salmonville     | 1047             | 76116      | 76673     |
| La Vieux-Rue               | 407              | 76160      | 76740     |